# Charles Louis Victor de Broglie
Charles Louis Victor, príncep de Broglie, conegut com a Victor de Broglie (1756 – 1794) fou un aristòcrata, militar i polític francès.

## Biografia
Victor de Broglie va néixer a París, essent el fill gran de Victor-François, 2n duc de Broglie. El príncep de Broglie va assolir la posició de maréchal de camp en l'exèrcit. Va adoptar opinions radicals i va servir amb el marquès de La Fayette i el comte de Rochambeau en la Guerra d'Independència americana.
El Príncep era membre del Club dels Jacobins i va formar part de l'Assemblea Constituent Nacional després de la Revolució Francesa, votant constantment al costat liberal. Va servir com a cap de personal a l'exèrcit del Rin de la Primera República però durant el Terror va ser denunciat, arrestat, i guillotinat a París.
Donat que el vell duc de Broglie li va sobreviure, el fill gran del príncep de Broglie, Victor, va esdevenir finalment el tercer duc de Broglie.